# The Spell (Ivan Doroschuk)
The Spell è l'unico album in studio da solista del cantautore statunitense-canadese Ivan Doroschuk, pubblicato il 25 aprile 1997.

## Tracce
1. The Spell
2. Superbadgirls
3. Chain Reaction
4. Open Your Eyes
5. 1972 (Slippin' Away)
6. You
7. Forever
8. WWW
9. Somethin'
10. Fly
11. Outro